# Big Badja
Big Badja est une paroisse dans le comté de Beresford dans le Conseil de la région de Snowy Monaro en Nouvelle-Galles du Sud, en Australie.

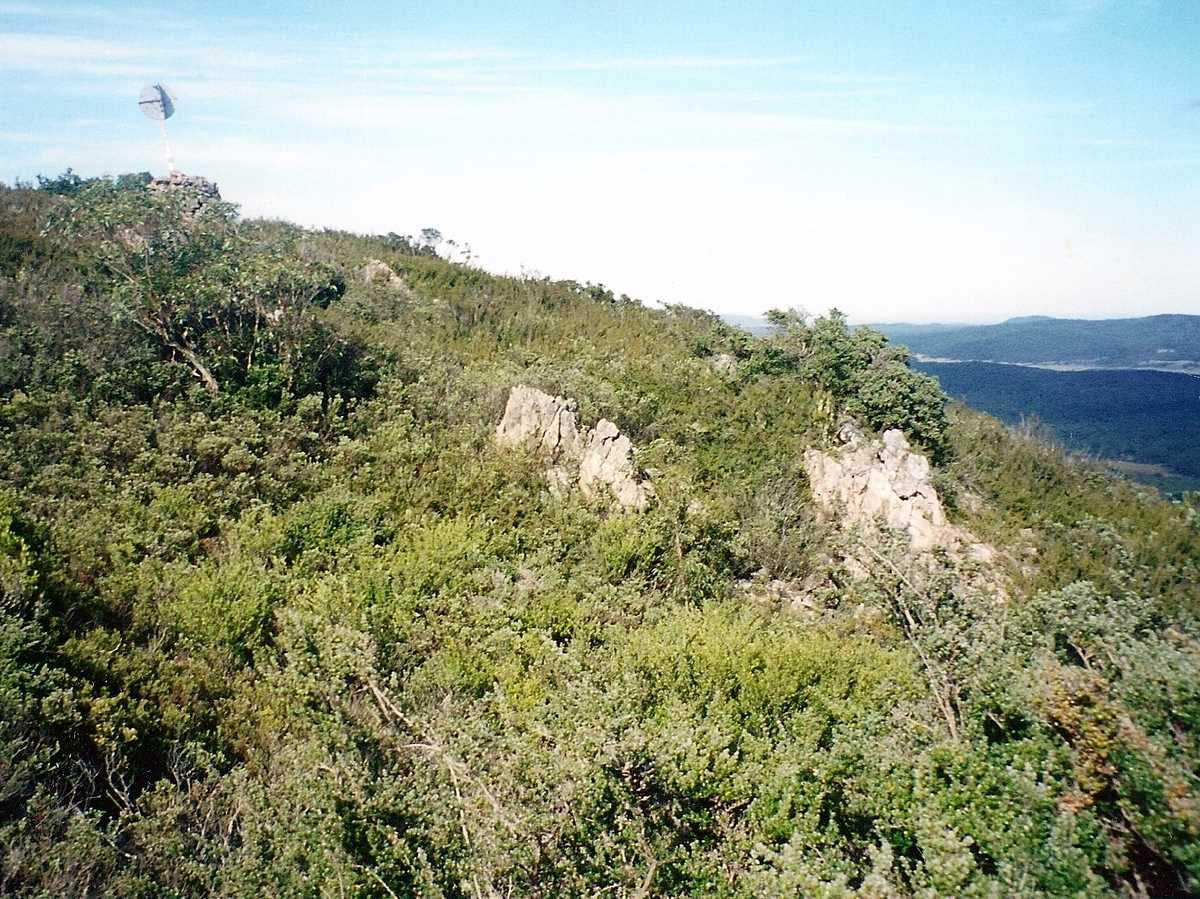
Sommet du Big Badja Hill.

## Faune / Flore
Eucalyptus badjensis (l'Eucalyptus de Badja ou Big Badja gum en anglais), est une espèce d'arbres trouvée à Big Badja.